# Johnny O’Clock
Johnny O’Clock ist ein in Schwarzweiß gedrehter US-amerikanischer Film noir aus dem Jahr 1947 und das Regiedebüt von Robert Rossen.

## Handlung
Johnny O’Clock, der Juniorpartner des Spielcasinobetreibers Guido Marchettis, gerät ins Visier der Polizei, nachdem die Casinoangestellte Harriet Hobson scheinbar Selbstmord begangen hat und ihr Freund, der korrupte Polizist Chuck Blayden, spurlos verschwunden ist und später tot aufgefunden wird. Harriets angereiste Schwester Nancy erfährt von dem ermittelnden Inspektor Koch, dass Harriet vermutlich ermordet wurde. Nancy trifft sich mit Harriets Arbeitgeber Johnny und verliebt sich nach einem gemeinsam verbrachten Abend in ihn. Koch konfrontiert Johnny und Marchettis mit einer Uhr, die in Harriets Habe gefunden wurde; diese war ein Geschenk von Marchettis Frau Nelle an Johnny. Johnny ahnt, dass sein Partner Marchettis versuchen wird ihn zu beseitigen, und weist Nancy zurück, um sie zu retten. Nancy beharrt jedoch darauf, bei ihm zu bleiben. Johnny kündigt seinen Ausstieg bei Marchettis an und fordert seinen Anteil ein. Marchettis, der auch die Morde an Blayden und Harriet beging, schießt Johnny nieder, doch Johnny überlebt und tötet seinen Gegner. Nelle rächt sich an Johnny, der ihre Liebe nicht erwidert, indem sie behauptet, er habe ihren Mann vorsätzlich erschossen. Gemeinsam mit Koch kann Nancy Johnny überreden, sich der Polizei zu stellen, statt ein Leben auf der Flucht zu führen.

## Hintergrund
1944 verließ Robert Rossen die Filmproduktionsgesellschaft Warner Bros., für die er seit 1936 Drehbücher verfasst hatte, und debütierte mit dem für Columbia Pictures gedrehten Johnny O’Clock als Regisseur. Johnny O’Clock startete am 26. März 1947 in New York. In der BRD lief der Film nicht in den Kinos, sondern wurde am 28. Mai 1976 erstmals im Fernsehen ausgestrahlt.

## Rezeption
Die Rezensionen zum Filmstart fielen gemischt aus. Variety lobte den Film als „clever“ und „überdurchschnittlich“. Der Film enthalte Aktion, Spannung und vereinzelte kurze Anflüge von Humor. Bosley Crowther von der New York Times bemängelte „das mangelnde Tempo und den allgemeinen Handlungswirrwarr“, der zwei Drittel des Films beherrsche. Anhänger von Dick Powell würde seine neueste „Harter-Kerl-Maskerade“ aber sicherlich zufriedenstellen.
Obwohl Johnny O’Clock von Filmhistorikern einstimmig dem Film-noir-Kanon zugeschrieben wird, ist seine Bedeutung in diesem nicht unumstritten. Bruce Crowther kritisierte in Film Noir. Reflections in a dark mirror, der Film sei „zu optimistisch“ und Dick Powell „allzu offensichtlich in der Lage, auf sich selbst aufzupassen“, um die nötige „noir“-Stimmung zu kreieren. Alain Silver und Elizabeth Ward präzisierten in ihrem Film-noir-Kompendium, dass erst die spürbare Schwäche des Protagonisten einen Film als „noir“ klassifiziere: „Was fehlt, ist ein Gefühl der Angst und Machtlosigkeit.“ Für Bertrand Tavernier dagegen gereichten grade die Widersprüche dem Film zum Vorteil, der Rossens „jüdischen Pessimismus und Idealismus“ reflektiere, eine „für den Film noir perfekte“ Kombination. Brian Neve (Film and Politics) ergänzte: „Rossens Welt ist pessimistisch, es fehlt die bejahende Vision wie in den Arbeiten Polonskys. Und doch ist Romantik in der letzten Szene vorhanden, und der Ausblick auf eine Alternative.“ Unter der Oberfläche liege „der zögerliche Altruismus, den [der Filmkritiker] Michael Wood als charakteristisch für den amerikanischen Hardboiled-Film jener Jahre sieht.“
In Deutschland fasste das Lexikon des internationalen Films zusammen: „Effektvoller Erstlingsfilm Rossens […] psychologisch oberflächlich und wenig glaubwürdig, doch gut gespielt und ausreichend spannend.“